# St. Pankratius (Hehlingen)

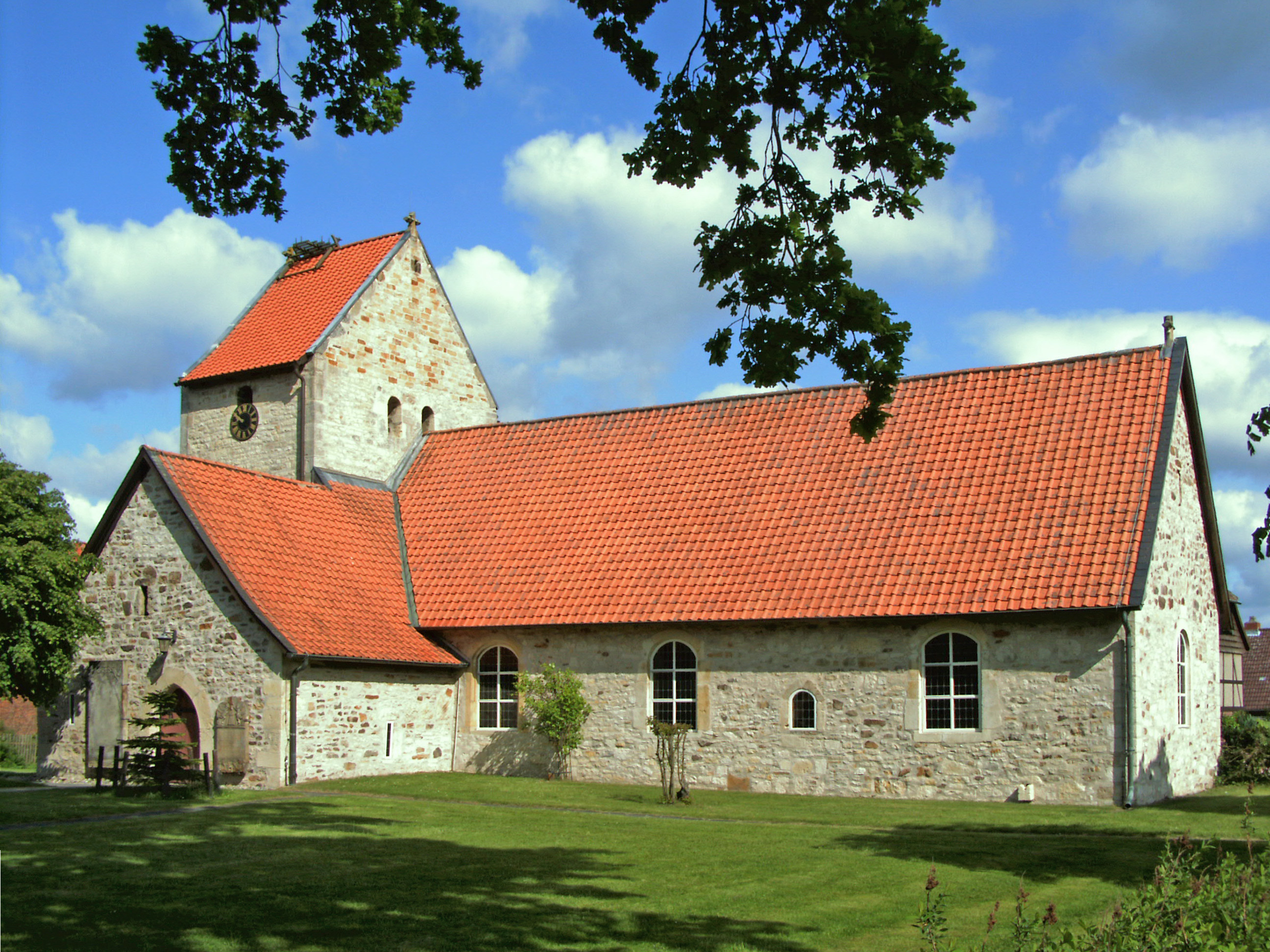
St.-Pankratius-Kirche

Die evangelisch-lutherische St.-Pankratius-Kirche steht im Wolfsburger Stadtteil Hehlingen in Niedersachsen. Die Kirchengemeinde gehört zum Kirchenkreis Wolfsburg-Wittingen im Sprengel Lüneburg der Evangelisch-lutherischen Landeskirche Hannovers.

## Beschreibung
Im Jahr 1178 gab es die erste urkundliche Erwähnung der Kirche. 1264 war sie als zerfallen bezeugt. Sie wurde 1311 wiederhergestellt. Die gotische Saalkirche aus Bruchstein und Ecksteinen hat einen querrechteckigen Kirchturm im Westen und nach Süden einen Anbau mit zwei Epitaphen neben dem Portal. Dieses südliche Querhaus enthält das Vestibül. Der Chor ist im Kern romanisch. Der mit einem Satteldach bedeckte Kirchturm hat rundbogige Klangarkaden. An der Nordseite des mit einem Satteldach bedeckten Kirchenschiffs wurde um 1600 ein weiteres Portal eingerichtet. 
Der Innenraum ist mit einer Holzbalkendecke überspannt. Die L-förmige Empore wurde in der Zeit des Barock eingebaut. Das Altarretabel wurde um 1700 gebaut. Die Mensa stammt noch aus dem Mittelalter. Vor der Wand des Chors steht ein Sakramentshaus, das mit einem Kielbogen umrahmt ist. Das Taufbecken ist von 1759. Der Aufgang der barocken Kanzel hat gedrehte Säulen. 